# Abadia de Passignano
L'Abadia de Passignano, també anomenada Abadia de San Michele Arcangelo a Passignano, és una històrica abadia benedictina situada al cim d'una muntanya, envoltada de xiprers, a l'est de la ciutat de Tavarnelle Val di Pesa, ciutat metropolitana de Florència, Itàlia.

## Història

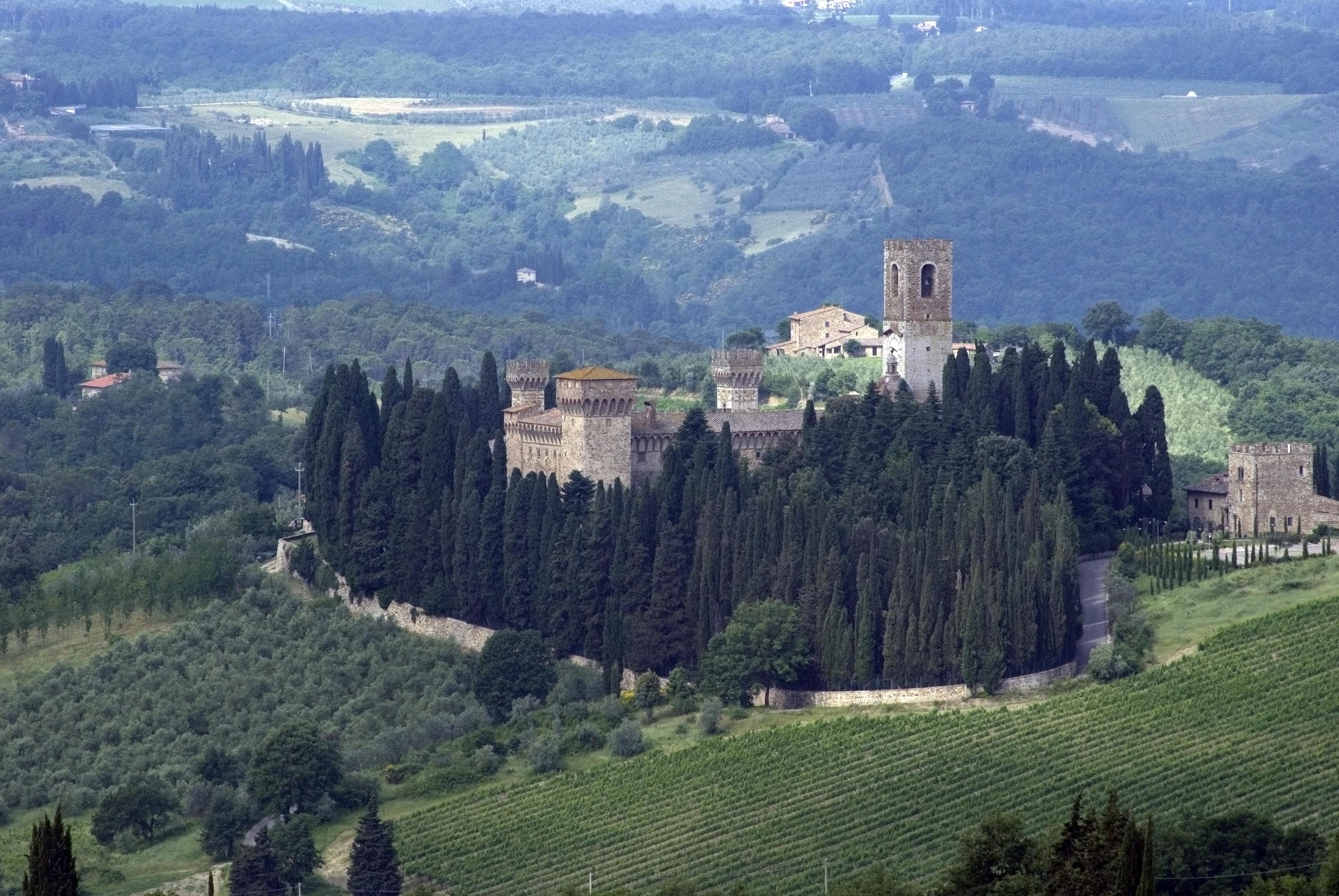
Vista de l'abadia

Els documents que citen l'abadia es remunten als anys 890 durant l'època llombarda. A l'any 1049 es va donar una ermita anterior a Joan Gualbert, el fundador de l'Orde de Vallombrosa. L'abadia es va convertir en un dels llocs principals de l'orde i, per si mateixa, una important propietària de terres a mitjans del segle xiv. Reformada i alterada al llarg dels segles, el 1866 els monjos van ser expulsats i el lloc va ser venut a propietaris privats, un dels quals va construir algunes torres i falsos merlets.
Fora del claustre de l'abadia es troba l'església romànica del segle xii de San Michele Arcangelo; l'església ha sofert nombroses reconstruccions. En el caseriu adjunt de Passignano es troba l'església parroquial de San Biagio, construïda l'any 1080. Durant el segle xix, l'abadia va albergar una notable col·lecció de més de 6.000 manuscrits de pergamí, molts dels quals portats pel Gran-Duc Leopold.
L'abadia és coneguda per nombrosos frescos, creats per artistes durant diversos segles, incloent obres de Filippo d'Antonio Filippelli, Benedetto Veli, Alessandro Pieroni, Alessandro Allori, Bernardo di Stefano Rosselli, Giuseppe Nicola Nasini i Domenico Passignano.
El refectori alberga frescos de Domenico Ghirlandaio i el seu germà Davide. Els frescos han estat molt restaurats al llarg del segle passat.